# Зограф (монастырь)
Монасты́рь Зогра́ф (греч. Μονή Ζωγράφου, Зографский монастырь, болг. Зографски манастир; также «монастырь Великомученика Георгия Победоносца») — православный болгарский монастырь на Святой Горе Афон, посвящён святому Георгию Победоносцу. Девятый в иерархии афонских монастырей; один из трёх традиционно славянских по составу насельников.
Расположен в западной части полуострова, вблизи моря, в живописном заросшем лесом ущелье. Ближайшим соседним монастырем является Констамонит, расположенный в 3 км от Зографа. Существующие теперь здания сооружены преимущественно в XVIII—XIX веках.

## История
Название Зограф значит Живописец. Основан в царствование Льва Философа тремя братьями, уроженцами города Охрида в Македония Моисеем, Аароном и Иоанном. Они расселились вначале в кельях, на отдельных столпах, но потом соорудили общий храм, получив в молитве откровение посвятить его имени великомученика Георгия, лик которого сам изобразился на доске, приготовленной для иконописи. Своего покровителя, чудесным образом изобразившего себя, основатели назвали живописцем (Ζωγράφος), и от иконы прозвался сам монастырь, куда стали приходить богомольцы, привлечённые слухом о чуде, особенно когда из Палестины достигла до столицы молва об исчезновении изображения святого Георгия в монастыре близ Лидды. Тамошние монахи пришли на Афон и признали образ в Зографе тождественным с изображением, бывшим у них. Лев Философ и царь болгарский Иоанн тоже привлечены были молвой на поклонение в Зограф чудотворному изображению святого Георгия и пожертвовали значительные вклады на достройку обители.
При Михаиле Палеологе Зограф как отказывающийся присоединиться к унии был разорён. 10 октября 1276 года в башне монастыря латиняне сожгли 26 преподобномучеников, воспротивившихся унии с Римом.

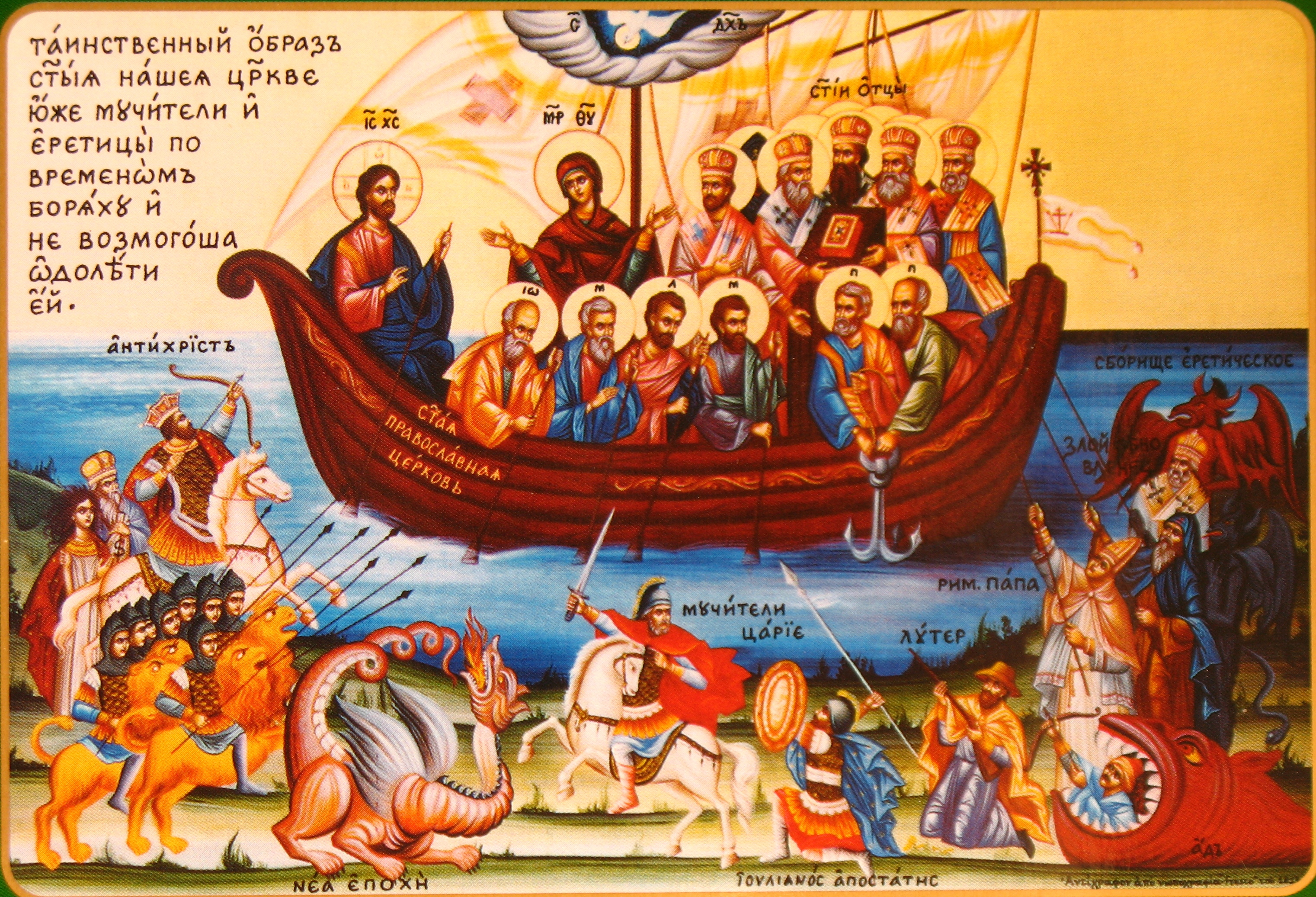
Икона «Образ Святой нашей Церкви» (Православной), или «Корабль спасения». Монастырь Зограф. XIX век

Монастырь был возобновлён молдавским воеводой Стефаном III Великим только в 1502 году.
В июле 1913 года, в ходе Второй Балканской войны, монастырь, в котором находился болгарский военный отряд, был взят штурмом греками; болгарские же солдаты как военнопленные были увезены в Грецию.
Наместник монастыря — архимандрит Амвросий.

## Архитектура и реликвии
- Соборный храм Георгия Победоносца, в котором находятся три иконы великомученика Георгия разного времени, построен в 1801 году (расписан в 1817) на месте более древнего храма.
- Древнейшая чудотворная икона святого Георгия помещена у колонны правого клироса храма, а два списка с неё, поступившие в обитель из других мест, считаются, по легендам о них, чудотворными; вторая икона, по сказанию, приплыла морем из Аравии, а третья — Стефана Душана, найденная им по видению и сопутствовавшая ему в боях.
- Икона Пресвятой Богородицы, именуемая Акафистной.
- Зографское евангелие, преподнесено монахами Александру II, который передал его в Императорскую публичную библиотеку.
- Рукописный оригинал «Славяно-болгарской истории» Паисия Хилендарского[3].